# Wielka Góra (Garb Tarnogórski)
Wielka Góra (zwana także Chojną) - wzniesienie w obrębie Garbu Tarnogórskiego, na Wyżynie Śląskiej, w paśmie Wzgórz Sławkowskich. Wysokość 368,2 m n.p.m. Leży w Sławkowie, blisko granicy z Dąbrową Górniczą, na północ od bocznic stacji Dąbrowa Górnicza Towarowa. Najwyższe obok Gieraski (340 m n.p.m.) wzniesienie Sławkowa.